# Јованка Бјегојевић
Јованка Бјегојевић (Прњавор, 28. септембар 1931 — Београд, 30. август 2015) била је примабалерина Народног позоришта у Београду.
Средњу балетску школу, у класи Мила Јовановића, завршила је у Београду 1950. године, када је и дебитовала у Народном позоришту као кнегиња у Балади о једној средњовековној љубави Франа Лотке. На истој сцени играла је велики број улога у класичном и савременом репертоару. Захваљујући врхунској играчкој техници постала је, уз Душанку Сифниос и Лидију Пилипенко, једно од најзначајнијих имена српског балета 60-их и 70-их година XX века. У периоду 1959—1961. као чланица француске балетске групе Жана Бабилеа, и Аустралијског националног балета у Сиднеју (Аустралија), гостовала је у многим земљама.
Као чланица Народног позоришта у више наврата била је шеф Балета. Успешно се бавила и педагошким радом у Глумачко-балетској школи у Београду, а играла је и на филму.
Остварила је значајне креације у балетским представама: Лабудово језеро (Петар Иљич Чајковски), Двобој (Raffaello de Banfield), Пепељуга Сергеј Сергејевич Прокофјев, Птицо не склапај своја крила (Енрико Јосиф) и другим.
Добитница је Седмојулске награде.